# Universitetsparken (Aarhus)
 For alternative betydninger, se Universitetsparken. (Se også artikler, som begynder med Universitetsparken)
Universitetsparken er navnet på en park i Aarhus, der omkranses af Aarhus Universitets bygninger og kollegier samt Naturhistorisk Museum. Området er en del af campus tilhørende Aarhus Universitet.
Parken er udformet i et bakket terræn omkring to kunstige søer og er ca. 15 ha stor. Den blev anlagt i 1933 på foranledning af landskabsarkitekt C.Th. Sørensen. I 1949 blev der syd for universitetets hovedbygning anlagt et friluftauditorium som en arena med ca. 3.000 siddepladser. Parken har desuden et stisystem og er med dens egetræer Danmarks største egepark.
Universitetsparken danner årligt rammen om kapsejladsen mellem de forskellige festforeninger på universitetet; et arrangement, som tiltrækker op imod 30.000 mennesker. 

## Galleri
- Forår i parken
- Efterår ved Universitetssøerne
- Udsigt til Bogtårnet
- Amfiscenen fra 1949
- Bartholins Allé
- Kapsejlads
- Kapsejlads 2019
- Kapsejlads 2019
- Kapsejlads 2019